# Oro nella polvere
Oro nella polvere (Ten Days to Tulara) è un film del 1958 diretto da George Sherman.
È un western statunitense e messicano con Sterling Hayden, Grace Raynor e Rodolfo Hoyos Jr..

## Produzione
Il film, diretto da George Sherman su una sceneggiatura di Laurence E. Mascott, fu prodotto dallo stesso Sherman tramite la George Sherman Productions e girato negli Estudios Churubusco Azteca di Città del Messico nella prima metà di ottobre del 1957.

## Distribuzione
Il film fu distribuito con il titolo Ten Days to Tulara negli Stati Uniti dal 29 ottobre 1958 al cinema dalla United Artists.
Altre distribuzioni:
- in Finlandia il 7 agosto 1959 (Kohtalokasta kultaa)
- in Svezia il 10 agosto 1959 (Flykten till Tulara)
- in Danimarca il 9 gennaio 1961 (Nødlandet i Mexico)
- in Germania Ovest il 18 giugno 1963 (Zehn Tage nach Tulara)
- in Austria nell'agosto del 1963 (Zehn Tage nach Tulara)
- in Italia (Oro nella polvere)

## Promozione
La tagline del film è: The Manhunt That Froze The Tropics With Terror!.